# Professor Longhair
Henry Roeland Byrd (Bogalusa, Luisiana, 19 de diciembre de 1918 - Nueva Orleans, Luisiana, 30 de enero de 1980), más conocido como Professor Longhair, fue un cantante, compositor y pianista de blues estadounidense. Su carrera se caracterizó por tener dos períodos diferenciados, el primero durante el apogeo en la aparición del rhythm and blues, y el segundo en el resurgimiento del jazz tradicional, después de la fundación del New Orleans Jazz and Heritage Festival. Con el piano consiguió un estilo genuino que podría definirse como una combinación de ritmos hispanos y caribeños, como rumba, mambo o calipso, sumados al jazz y el rhythm and blues. Sus rasgos musicales característicos constituyen una de las influencias más tempranas en el surgimiento del funk. 

## Biografía

### Comienzos
Nació en Bogalusa, Luisiana, pero siendo aún niño su familia se trasladó a Nueva Orleans. Creció en torno a la música y mostró interés temprano por ella.

### Carrera
Comenzó su carrera en Nueva Orleans hacia el final de la década de 1940, publicando su primer disco en 1949. A lo largo de la siguiente década, grabaría para Atlantic Records y otras compañías locales. Professor Longhair sólo alcanzaría un éxito comercial de ámbito nacional, "Bald Head" en 1950, aunque en 1959 compondría su tema más conocido "Go to the Mardi Grass".
En los años 60 su categoría musical fue reconocida mediante una gira por Europa. En 1969 fue redescubierto y valorado por los amantes del blues, llegando a ser declarado como "Father of New Orleans R&B" (Padre del R&B de Nueva Orleans). Durante este período, sus álbumes, como Crawfish Fiesta o New Orleans Piano, llegaron a estar disponibles en todo el país.

## Elementos afro-cubanos
Durante la década de 1940, tocó con músicos caribeños, escuchaba los discos de mambo de Pérez Prado y absorbía y experimentaba con ellos. Estuvo especialmente influenciado por la música cubana. El estilo de Longhair se conocía localmente como "rumba-boogie". Alexander Stewart afirmó que Longhair era una figura clave que unía los mundos del boogie-woogie y el nuevo estilo de rhythm and blues. En su composición "Misery", el profesor Longhair interpretó una figura parecida a una habanera con su mano izquierda.

## Reconocimientos
Fue incluido en el Salón de la Fama del Blues en 1981. En 1987, recibió un premio Grammy póstumo por una colección de grabaciones producidas por Quint Davis en 1971 y 1972 lanzadas como House Party New Orleans Style. Fue incluido en el Salón de la Fama del Rock and Roll en 1992.

## Discografía

### Álbumes
- Rock 'n' Roll Gumbo (1974)

- Live on the Queen Mary (1978)
- Crawfish Fiesta (1980)
- The London Concert, with Alfred "Uganda" Roberts (1981) (also known as The Complete London Concert)
- The Last Mardi Gras (1982)
- Mardi Gras in New Orleans: Live 1975 Recording (1982)
- House Party New Orleans Style: The Lost Sessions 1971–1972 (1987)
- Ball the Wall! Live at Tipitina's 1978 (2004)
- Live in Germany (1978)
- Live in Chicago (1976)

### Recopilaciones
- New Orleans Piano (1972)
- Mardi Gras In New Orleans 1949–1957 (1981)
- Mardi Gras in Baton Rouge (1991)
- Fess: The Professor Longhair Anthology (1993)
- Fess' Gumbo (1996)
- Collector's Choice (1996), half an album of hits
- Way Down Yonder in New Orleans (1997)
- All His 78's (1999)
- The Chronological Professor Longhair 1949 (2001)
- Tipitina: The Complete 1949–1957 New Orleans Recordings (2008)
- The Primo Collection (2009)
- Rockin’ with Fess (2013)

## Filmografía
- Dr. John's New Orleans Swamp (1974)
- Piano Players Rarely Ever Play Together (1982)
- Fess Up (2018)